# Peter and the Test Tube Babies
Peter and the Test Tube Babies és un grup anglès de punk rock, format a la ciutat de Peacehaven el 1978 per Derek «Strangefish» Greening i Peter Bywaters. A causa de les seves lletres d'humor idiota s'ha considerat part del subgènere punk pathetique.

## Història
Peter and the Test Tube Babies van aparèixer per primera vegada a la revista Sounds el juliol de 1980 i, després d'una programa de John Peel a BBC Radio 1, va fer el seu debut discogràfic participant a l'àlbum recopilatori Vaultage 78.
Quan el grup no està de gira, Peter Bywaters fa classes particulars d'anglès com a segona llengua en línia des de casa seva a Brighton. Derek Strangefish presenta un programa de ràdio punk rock amb Jimmy Skurvi a Radio Reverb.
El 2017, a Peter Bywaters se li va negar l'entrada i el van deportar dels EUA, pel que sembla per haver imitat Donald Trump l'any anterior tot i que els funcionaris de Duanes i Protecció de Fronteres dels EUA van afirmar que va ser deportat per tenir el visat equivocat.

## Discografia

### Àlbums
- Pissed and Proud, 1982
- The Mating Sounds of South American Frogs, 1983
- Journey to the Centre of Johnny Clarke's Head, 1984
- The Loud Blaring Punk Rock LP, 1985
- Soberphobia, 1986
- Live and Loud!! - More Chin Shouting, 1990
- The $hit Factory, 1990
- Cringe, 1991
- Supermodels, 1995
- Schwein Lake Live, 1996
- Alien Pubduction, 1998
- A Foot Full of Bullets, 2005
- Piss Ups, 2012
- That Shallot, 2017
- Fuctifano, 2020